# 2012 en Norvège
Chronologie de la Norvège
- 2008
- 2009
- 2010
- 2011
- 2012
- 2013
- 2014
- 2015
- 2016

Cet article présente les faits marquants de l'année 2012 en Norvège ou relatifs à la Norvège.

## Gouvernance
- Harald V est roi de Norvège.
- Jens Stoltenberg est le chef  du gouvernement.

## Événements
- Le Prix Nobel de la paix est décerné à l'Union européenne .
- L'accident d'un C-130 de la Force aérienne royale norvégienne est une catastrophe aérienne ayant eu lieu le 15 mars 2012 en Suède. Un Lockheed C-130J Super Hercules de la Force aérienne royale norvégienne reliant Evenes (Norvège) à Kiruna (Suède), dans le cadre d'un exercice militaire de l'OTAN, s'est écrasé sur le Kebnekaise. Ses 5 occupants, officiers de l'armée norvégienne, sont tués.
- La cyberdéfense est devenue une branche indépendante de la défense norvégienne le 18 septembre 2012[1].

## Sport
- La saison 2012 du Championnat de Norvège de football est la 50e édition de la première division norvégienne à poule unique, la Tippeligaen. Les 16 clubs de l'élite jouent les uns contre les autres lors de rencontres disputées en matchs aller et retour. En fin de saison, les deux derniers du classement sont relégués et remplacés par les deux meilleurs clubs de deuxième division. Molde FK entraîné par Ole Gunnar Solskjaer a remporté la saison passée le premier titre de champion de Norvège de son histoire et le club sera un des favoris à sa succession.
- La 22e édition des championnats du monde de vol à ski s'est déroulée du 23 février 2012 au 26 février 2012 à Vikersund en Norvège qui organise pour la quatrième fois la compétition. En raison des conditions climatiques les 1er et 2e sauts de la compétition individuelle sont annulés. Le champion du monde est le slovène Robert Kranjec, tandis que l'Autriche remporte le concours par équipes.
- La Norvège participe aux Jeux olympiques d'été de 2012 à Londres au Royaume-Uni du 27 juillet au 12 août de cette même année, pour une 24e fois à des Jeux d'étés.
- La Norvège a participé aux Jeux olympiques de la jeunesse d'hiver de 2012 à Innsbruck en Autriche du 13 au 22 janvier 2012.
- La Viking Tri-nations Rugby 2012 est la quatrième édition de la compétition de rugby à XV organisée par l'Association européenne de rugby. La Suède, tenant du titre, a annoncé qu'elle ne disputera pas la finale contre le Danemark : ce dernier est donc déclaré vainqueur de l'édition 2012[2].

## Culture
- La Norvège a participé au Concours Eurovision de la chanson 2012 avec la chanson de Tooji Stay. La chanson et l'artiste est sélectionné par la finale nationale intitulée Melodi Grand Prix 2012 qui est organisée par le diffuseur norvégien NRK.
- The Act of Killing (indonésien : Jagal) est un film documentaire dano-britannico-norvégien réalisé par Joshua Oppenheimer, sorti en 2012[3].
- Dagmar : L'Âme des vikings (Flukt) est un film norvégien réalisé par Roar Uthaug, sorti en 2012.
- D'une vie à l'autre (allemand : Zwei Leben) est un film germano-norvégien réalisé par Georg Maas et Judith Kaufmann et sorti en 2012.
- En som deg ou Kaksi tarinaa rakkaudesta est un film norvégien et finlandais écrit par Eirik Svensson et Jyrki Väisänen et réalisé par Eirik Svensson, sorti en 2012.
- La Grâce (Gnade) est un film allemand réalisé par Matthias Glasner, sorti en 2012.
- Into the White (aussi connu sous les noms de Comrade, Lost in the Snow ou Cross of Honour) est un film norvégien réalisé par Petter Næss, sorti en 2012.
- Kon-Tiki est un film d'aventure britannico-norvégo-suédois écrit et réalisé par Joachim Rønning et Espen Sandberg et sorti en 2012.
- Le Secret de l'étoile du nord (Reisen til julestjernen en version originale) est un film fantastique norvégien réalisé par Nils Gaup et sorti en 2012.
- Som du ser meg (litt. Comme tu me vois) est un film dramatique norvégien  écrit et réalisé par Dag Johan Haugerud et sorti en 2012[4].
- Thale  est un film norvégien réalisé par Aleksander Nordaas sorti en 2012.
- Varg Veum - De døde har det godt (litt. Varg Veum - Les morts vont bien) est un film policier norvégien co-écrit et réalisé par Erik Richter Strand et sorti en 2012. C'est le onzième film de la série de films sur le détective Varg Veum.

## Naissances
- Naissance en Norvège en 2012

## Décès
- Décès en Norvège en 2012